# FC Silon Táborsko
FC Silon Táborsko is een Tsjechische voetbalclub uit Tábor. De club is in 2012 ontstaan uit een fusie van FK Spartak MAS Sezimovo Ústí en FK Tábor. FC MAS Táborsko speelt op het op een na hoogste niveau in Tsjechië, de Fortuna národní liga. In 2019 degradeerde de club naar de ČFL, het derde niveau van het Tsjechische voetbal. In het seizoen 2019/20 stond MAS Táborsko eerste in de ČFL – groep A toen het seizoen stop werd gezet in verband met coronapandemie.

## Naamsveranderingen
- 2012 – FC MAS Táborsko (Football Club MAS Táborsko)
- 2022 – FC Silon Táborsko (Football Club Silon Táborsko)

## (Oud-)spelers
- Luis Gil
- Lukáš Kalvach
- Miroslav Slepička